# Syndyodosuchus
Syndyodosuchus is een geslacht van uitgestorven temnospondyle Batrachomorpha (basale 'amfibieën') binnen de familie Actinodontidae. Het is bekend van de Inta-formatie uit het Perm van Europees Rusland.
De typesoort Syndyodosuchus tetricus werd in 1953 benoemd door Konzjoekowa. De geslachtsnaam bevat een samentrekking van het Grieks syn (samen), dyo (dubbel) en odoon (tand). De soortaanduiding komt van het Latijn taetricus, 'afzichtelijk'. Het holotype is PIN 570/40, een schedel.
De schedel heeft een lengte van ongeveer twintig centimeter. De snuit is kort met zwak ontwikkelde richels. De maxillaire tanden staan in paren, waarnaar de naam verwijst.